# Pyranometr

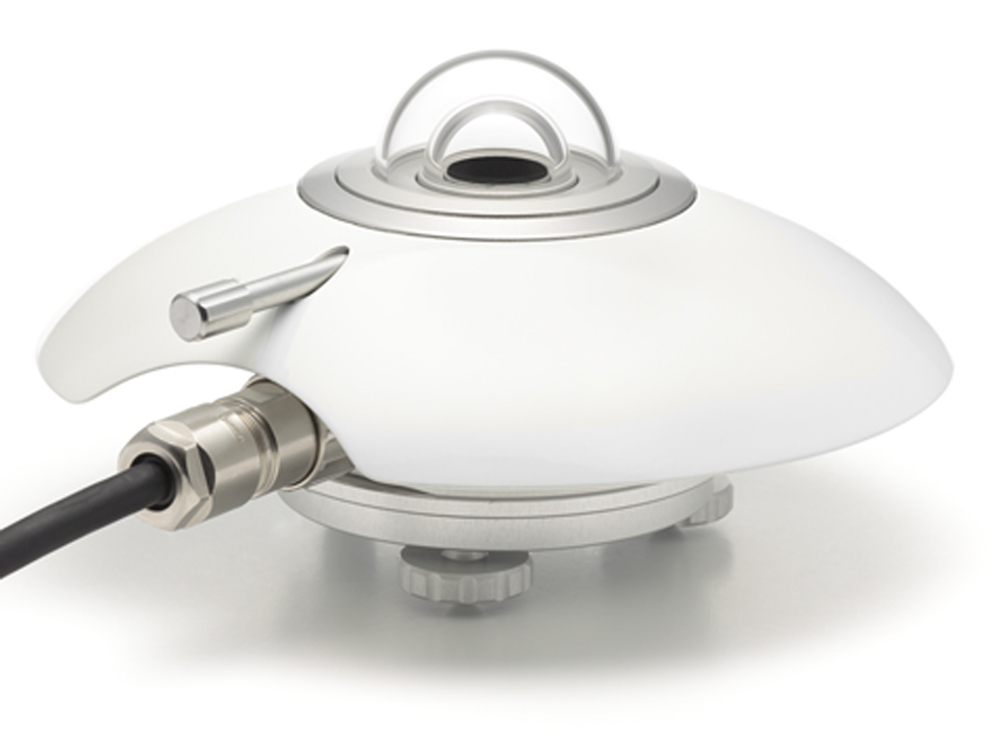
Pyranometr

Pyranometr, někdy taky solarimetr je přístroj určený k měření slunečního záření. Měří globální záření (přímé sluneční záření + záření rozptýlené atmosférou včetně záření odraženého od mraků).
Název pyranometr je složen z řeckých slov "πῦρ" (pyr), znamenajícím oheň a "ἄνω" (ano) označující oblohu.

## Související odkazy
- Aktinometr
- Heliograf (měřicí přístroj)
- Spektroheliograf
- Koronograf
- Sluneční clona